# Paolo Sorrentino
Pour les articles homonymes, voir Sorrentino.
Paolo Sorrentino est un réalisateur et scénariste italien, né le 31 mai 1970 à Naples.
Auteur de dix longs métrages, il est sélectionné en compétition officielle au Festival de Cannes dès son second film, Les Conséquences de l'amour. En 2011, il tourne pour la première fois en langue anglaise. Son sixième film, La grande bellezza, obtient l'Oscar du meilleur film étranger en 2014. Sa série télévisée The Young Pope s'est vendue sur l'ensemble de la planète.

## Biographie
Né à Naples, fils d'un directeur de banque et d'une mère au foyer, Paolo Sorrentino est devenu orphelin à 16 ans après avoir perdu ses deux parents à cause d'une fuite accidentelle de monoxyde de carbone dans leur maison de vacances de montagne à Roccaraso. À 25 ans, après avoir étudié pendant quelques années économie et de commerce chez l'université de Naples - Frédéric-II, il décide d'abandonner l'université et travailler dans le monde du cinéma. Il a un frère qui s'appelle Marco et une soeur qui s'appelle Daniela. Son épouse s'appelle aussi Daniela et elle est une journaliste et a deux enfants qui s'appellent Anna et Carlo. En 1998, il participe à l'écriture du film d'Antonio Capuano Les Poussières de Naples (Polvere di Napoli). Il commence également à réaliser des courts-métrages, dont L'amore non ha confini en 1998 et La notte lunga en 2001.
Son premier long-métrage, L'Homme en plus (L'uomo in più) sort en 2001 et obtient le Ruban d'argent du meilleur nouveau réalisateur. Le héros est incarné par Toni Servillo, qui jouera dans plusieurs de ses films suivants. Il accède à la reconnaissance internationale avec son deuxième film, Les Conséquences de l'amour (Le conseguenze dell'amore). Sélectionné en compétition officielle au Festival de Cannes 2004, le film raconte l'histoire d'un homme d'affaires reclus dans un hôtel en Suisse et manipulé par la Cosa Nostra. Il remporte le Grand Prix du festival du film de Cabourg.
Son troisième film, L'Ami de la famille, est également présenté en compétition au Festival de Cannes, ainsi qu'au festival du film de Londres en octobre 2006. Sorrentino fait également une apparition dans le film de son ami Nanni Moretti, Le Caïman. Son film suivant, Il divo, est une biographie romancée de l'homme politique italien Giulio Andreotti, où ce dernier est incarné par Toni Servillo, Il obtient le Prix du Jury du Festival de Cannes 2008. Andreotti, présent à Cannes lors de la projection officielle, a jugé le film « méchant » et contraire à la réalité historique.
En 2009, il écrit un scénario adapté de la pièce de théâtre Je t'emmène (Ti prendo e ti porto via) de l'écrivain Niccolò Ammaniti. En 2011, il réalise son premier film en langue anglaise avec Sean Penn et Frances McDormand, This Must Be the Place. Le film, qui obtient le Prix du jury œcuménique du Festival de Cannes, raconte l'histoire d'un chanteur de rock à la retraite qui décide de retrouver le tortionnaire nazi qui a persécuté son père à Auschwitz.
En 2013, Sorrentino réalise La grande bellezza, son plus grand succès à ce jour. Le film obtient de nombreux prix à travers le monde, dont le Golden Globe et l'Oscar du meilleur film en langue étrangère. Sorrentino remporte également le prix du meilleur réalisateur aux Prix du cinéma européen. Il réalise en outre un court-métrage dans le film à sketches Rio, I Love You.
En décembre 2013 il fait partie du jury présidé par Martin Scorsese lors du 13e Festival international du film de Marrakech, au côté notamment des comédiennes Patricia Clarkson, Golshifteh Farahani et Marion Cotillard, ainsi que du réalisateur Fatih Akın.
Youth (La giovinezza), sorti en 2015, est son second film en langue anglaise. Réunissant notamment Michael Caine, Harvey Keitel, Rachel Weisz et Jane Fonda, il figure à nouveau en compétition officielle au Festival de Cannes.
En 2016, il présente hors compétition au Festival de Venise les deux premiers épisodes d'une série télévisée qui sera remarquée, The Young Pope.
Il réalise un biopic sur Silvio Berlusconi à l'été 2017. Toni Servillo y joue le rôle de Silvio Berlusconi et d'Ennio Doris, portant à cinq le nombre de collaborations entre l'acteur et Sorrentino.
En mai 2017 il fait partie du jury de Pedro Almodovar lors du 70e Festival de Cannes, au côté notamment d'Agnès Jaoui, Jessica Chastain et de Will Smith.
En novembre 2022 il préside le jury du 19e Festival international du film de Marrakech, soit 9 ans après en avoir été juré.

## Filmographie

### Réalisateur

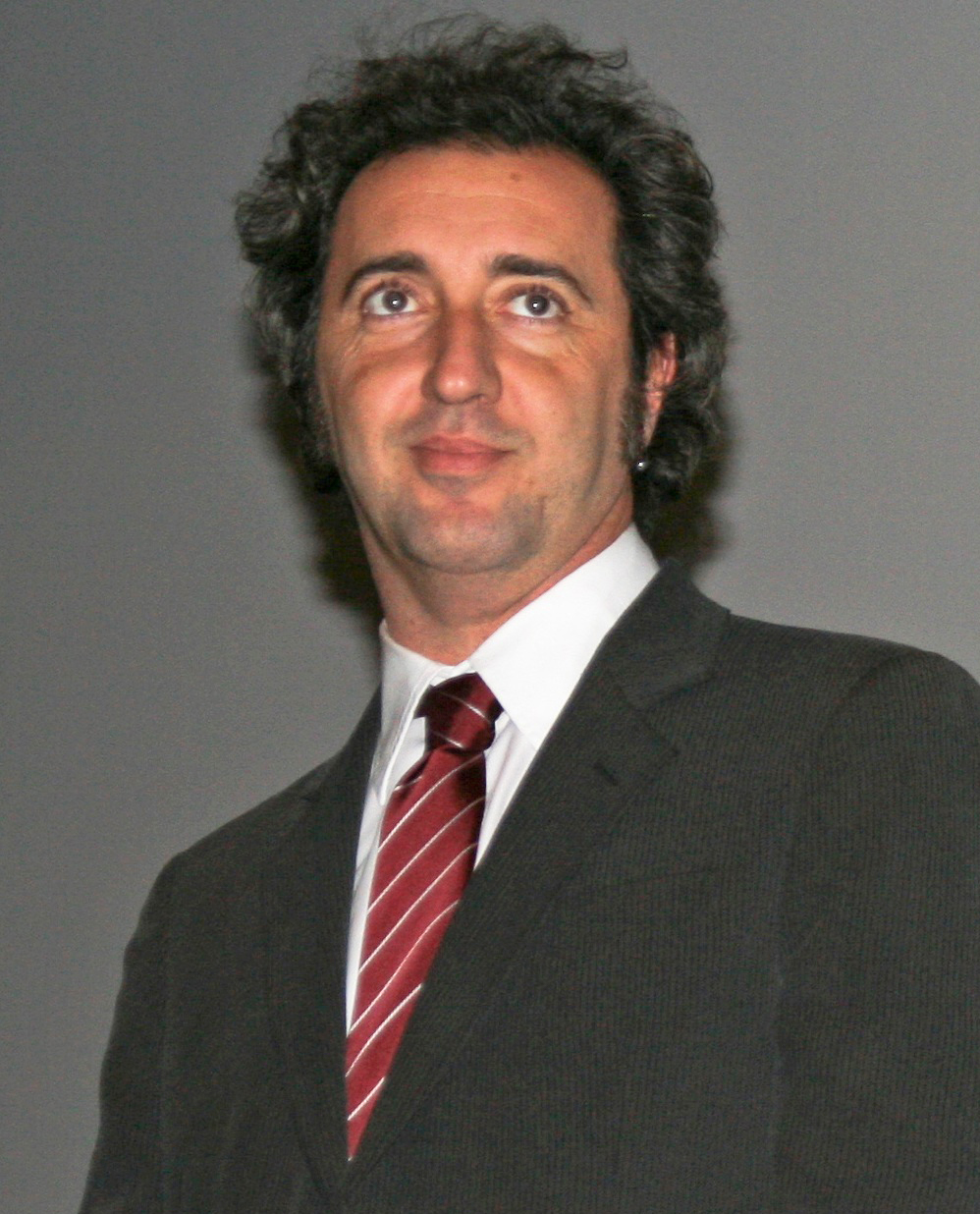
Paolo Sorrentino en 2008.

#### Cinéma

##### Longs métrages
- 2001 : L'Homme en plus (L'uomo in più)
- 2004 : Les Conséquences de l'amour (Le conseguenze dell'amore)
- 2006 : L'Ami de la famille (L'amico di famiglia)
- 2008 : Il divo
- 2011 : This Must Be the Place
- 2013 : La grande bellezza
- 2015 : Youth (La giovinezza)
- 2018 : Silvio et les Autres (Loro)
- 2021 : La Main de Dieu (È stata la mano di Dio)
- 2024 : Parthenope
- 2025 : La Grazia

##### Courts métrages
- 1998 : L'amore non ha confini
- 2001 : La notte lunga
- 2009 : La partita lenta
- 2009 : L'assegnazione delle tende
- 2014 : Rio, I Love You (Rio, Eu Te Amo), film à sketches brésilien (segment « La Fortuna »)

#### Télévision
- 2005 : Sabato, domenica e lunedì
- 2014 : Le voci di dentro
- 2016 : The Young Pope
- 2018 - 2024 : L'Amie prodigieuse (La Amica Geniale)
- 2019 : The New Pope

### Scénariste
- 1998 : Polvere di Napoli d'Antonio Capuano
- 2000 : La squadra (série télévisée)
- 2014 : Rio, I Love You (Rio, Eu Te Amo), film à sketches brésilien (segment « La Fortuna »)

### Acteur
Paolo Sorrentino fait une apparition en tant qu'acteur dans le film Le Caïman de son compatriote Nanni Moretti. Il y interprète le rôle du mari d'Aidra.

## Publications
- Paolo Sorrentino (trad. de l'italien), Ils ont tous raison : roman, Paris, Albin Michel, 2011, 424 p. (ISBN 978-2-226-22979-3) (Hanno tutti ragione, 2010)
- (it) Paolo Sorrentino, Tony Pagoda e i suoi amici, Milan, Feltrinelli, 2012, 156 p. (ISBN 978-88-07-01887-9, lire en ligne)
- (it) Paolo Sorrentino et Gianni Fiorito, La grande bellezza. Diario del film, Feltrinelli, 2013, 143 p. (ISBN 978-88-07-49155-9, lire en ligne)
- Paolo Sorrentino (trad. de l'italien), Youth : roman, Paris, Albin Michel, 2016, 228 p. (ISBN 978-2-226-32097-1, lire en ligne)

## Distinctions

### Récompenses
- Ruban d'argent 2002 : meilleur nouveau réalisateur pour L'Homme en plus
- David di Donatello 2005 : 
  - meilleur film, meilleur réalisateur et meilleur scénario pour Les Conséquences de l'amour
- Festival de Cannes 2008 : Prix du Jury pour Il divo
- Festival de Cannes 2011 : Prix du jury œcuménique pour This Must Be the Place
- Prix du cinéma européen 2013 : meilleur film et meilleur réalisateur pour La grande bellezza
- BAFA 2014 : meilleur film en langue étrangère pour La grande bellezza
- Golden Globes 2014 : meilleur film étranger pour La grande bellezza
- Oscars 2014 : meilleur film étranger pour La grande bellezza
- David di Donatello 2014 : meilleur réalisateur pour La grande bellezza
- Prix du cinéma européen 2015 : meilleur film et meilleur réalisateur pout Youth
- Mostra de Venise 2021 : Lion d'argent - Grand Prix du Jury pour La Main de Dieu
- David di Donatello 2022 : meilleur réalisateur et meilleur film pour La Main de Dieu

### Nominations
- César 2014 : Meilleur film étranger pour La grande bellezza
- César 2016 : Meilleur film étranger pour Youth
- Oscars 2022 : Meilleur film international pour La Main de Dieu
- Golden Globes 2022 : Meilleur film en langue étrangère pour La Main de Dieu

### Sélections
- Festival de Cannes 2004 : sélection officielle en compétition - Les Conséquences de l'amour
- Festival de Cannes 2006 : sélection officielle en compétition - L'Ami de la famille
- Festival de Cannes 2008 : sélection officielle en compétition - Il divo
- Festival de Cannes 2011 : sélection officielle en compétition - This Must Be the Place
- Festival de Cannes 2013 : sélection officielle en compétition - La grande bellezza
- Festival de Cannes 2015 : sélection officielle en compétition - Youth
- Mostra de Venise 2021 : sélection officielle en compétition - La Main de Dieu
- Festival de Cannes 2024 : sélection officielle en compétition - Parthenope
- Mostra de Venise 2025 : sélection officielle en compétition et film d'ouverture - La Grazia